# Stenocercus caducus
Stenocercus caducus — вид ігуаноподібних ящірок родини Tropiduridae. Мешкає в Південній Америці.

## Поширення і екологія
Stenocercus caducus мешкають на південному заході Бразилії, в штатах Мату-Гросу і Мату-Гросу-ду-Сул, в Болівії, Парагваї та на півночі Аргентини. Вони живуть в заростях Гран-Чако, саванах серрадо, лісах Юнги, вологих рівнинних тропічних лісах, сухих міжандійських лісах та в лісах Болівіано-Тукумано. Зустрічаються на висоті від 50 до 2000 м над рівнем моря. Живляться безхребетними, відкладають яйця.